# Ian Hallam
Ian Hallam (ur. 24 listopada 1948 w Basford) – brytyjski kolarz torowy i szosowy, dwukrotny medalista olimpijski oraz dwukrotny medalista torowych mistrzostw świata.

## Kariera
W 1968 roku Ian Hallam wystartował na igrzyskach olimpijskich w Meksyku, gdzie Brytyjczycy odpadli w eliminacjach drużynowego wyścigu na dochodzenie, a indywidualnie był piętnasty. Pierwszy sukces osiągnął w 1970 roku, kiedy zdobył złoty medal w indywidualnie podczas igrzysk Brytyjskiej Wspólnoty Narodów w Edynburgu. W tym samym roku zajął także drugie miejsce podczas mistrzostw świata w Leicester, gdzie wyprzedził go jedynie Xaver Kurmann ze Szwajcarii. Dwa lata później wspólnie z Mickiem Bennettem, Ronem Keeble i Williamem Moore’em zdobył brązowy medal w drużynowym wyścigu na dochodzenie podczas igrzysk olimpijskich w Monachium. Na tych samych igrzyskach był również dziesiąty indywidualnie. Na rozgrywanych w 1973 roku mistrzostwach świata w San Sebastián razem z Bennettem, Moore’em i Richardem Evansem także zajął drugie miejsce w drużynie, a na igrzyskach olimpijskich w Montrealu w 1976 roku, gdzie partnerowali mu Ian Banbury, Robin Croker oraz Mick Bennett, ponownie był trzeci. W indywidualnym wyścigu na dochodzenie był ponadto dziesiąty w Monachium oraz dwudziesty w Montrealu. Najbardziej udaną imprezą w jego karierze były igrzyska Brytyjskiej Wspólnoty Narodów w Christchurch w 1974 roku, gdzie zdobył cztery medale: złote w drużynowym i indywidualnym wyścigu na dochodzenie oraz brązowe w wyścigu na 1 km oraz wyścigu na 10 mil.  Startował także w wyścigach szosowych, zwyciężając między innymi w klasyfikacji generalnej Merseyside Wheel Race w latach 1970 i 1972, wyścigu Londyn-Glasgow w 1980 roku oraz kryterium w Gravesend w 1979 roku, Nottingham w 1981 roku i Wolverhampton w 1982 roku.